# Pakistanische Cricket-Nationalmannschaft in Neuseeland in der Saison 1972/73
Die Tour der pakistanischen Cricket-Nationalmannschaft nach Neuseeland in der Saison 1972/73 fand vom 2. bis zum 19. Februar 1973 statt. Die internationale Cricket-Tour war Bestandteil der Internationalen Cricket-Saison 1972/73 und umfasste drei Tests und ein ODI. Pakistan gewann die Test-Serie 1–0, während Neuseeland die ODI-Serie 1–0 für sich entscheiden konnte.

## Vorgeschichte
Pakistan spielte zuvor eine Tour in Australien, für Neuseeland war es die erste Tour der Saison.
Das letzte Aufeinandertreffen der beiden Mannschaften bei einer Tour fand in der Saison 1969/70 in Pakistan statt.

## Stadien
Die folgenden Stadien wurden für die Tour als Austragungsort vorgesehen.
| Stadion        | Stadt        | Kapazität | Spiele  |
| -------------- | ------------ | --------- | ------- |
| Eden Park      | Auckland     | 50.000    | 3. Test |
| Lancaster Park | Christchurch | 38.628    | 1. ODI  |
| Carisbrook     | Dunedin      | 29.000    | 2. Test |
| Basin Reserve  | Wellington   | 11.000    | 1. Test |

## Kaderlisten
Die Teams benannten die folgenden Kader.
| Test | Test | ODI | ODI |
| Neuseeland | Pakistan | Neuseeland | Pakistan |
| --- | --- | --- | --- |
| - Bevan Congdon (K) - Mark Burgess - Richard Collinge - Dayle Hadlee - Richard Hadlee - Brian Hastings - Hadley Howarth - Terry Jarvis - David O’Sullivan - John Parker - Vic Pollard - Rodney Redmond - Bruce Taylor - Glenn Turner - Ken Wadsworth (wk) | - Intikhab Alam (K) - Asif Iqbal - Majid Khan - Mushtaq Mohammad - Pervez Sajjad - Sadiq Mohammad - Saleem Altaf - Sarfraz Nawaz - Talat Ali - Wasim Bari (wk) - Wasim Raja - Zaheer Abbas | - Bevan Congdon (K) - Mark Burgess - Richard Collinge - Peter Coman - Dayle Hadlee - Richard Hadlee - Brian Hastings - Hadley Howarth - Glenn Turner - Graham Vivian - Ken Wadsworth (wk) | - Intikhab Alam (K) - Asif Iqbal - Asif Masood - Majid Khan - Mushtaq Mohammad - Nasim-ul-Ghani - Sadiq Mohammad - Saleem Altaf - Sarfraz Nawaz - Wasim Bari (wk) - Wasim Raja |

## Tests

### Erster Test in Wellington
| 2. – 5. Februar Scorecard | Wellington (BR) | Pakistan 357 (90.4) & 290-6d (71) | – | Neuseeland 325 (74.4) & 78-3 (26) |
|                           |                 | Remis                             |   |                                   |

Pakistan gewann den Münzwurf und entschied sich als Schlagmannschaft zu beginnen.

### Zweiter Test in Dunedin
| 7. – 10. Februar Scorecard | Dunedin (CS) | Pakistan 507-6d (123)                           | – | Neuseeland 156 (51.5) & 185 (49.4) (f/o) |
|                            |              | Pakistan gewinnt mit einem Innings und 166 Runs |   |                                          |

Pakistan gewann den Münzwurf und entschied sich als Schlagmannschaft zu beginnen.

### Dritter Test in Auckland
| 16. – 19. Februar Scorecard | Auckland | Pakistan 402 (117.5) & 271 (78.7) | – | Neuseeland 402 (90.6) & 92-3 (24) |
|                             |          | Remis                             |   |                                   |

Pakistan gewann den Münzwurf und entschied sich als Schlagmannschaft zu beginnen.

## One-Day International in Christchurch
| 11. Februar Scorecard | Christchurch | Neuseeland 187 (38.3/40)       | – | Pakistan 165 (33.3/40) |
|                       |              | Neuseeland gewinnt mit 22 Runs |   |                        |

Pakistan gewann den Münzwurf und entschied sich als Feldmannschaft zu beginnen.